# AIK IF
AIK IF(Allmänna Idrottsklubben Ishockeyförening)은 1921년 창단한 스웨덴 스톡홀름주 솔나시를 연고로 하는 종합 스포츠단 AIK의 아이스하키 부문 팀이다. 현재 스웨덴 하키 리그에 참가하고 있으며 홈구장은 호벳이다.